# Harry Kewell
Harold Kewell, ismertebb nevén Harry Kewell (Sydney, 1978. szeptember 22. –) ausztrál labdarúgó, jelenleg a Notts County edzője.
Több poszton, így szélsőként, középpályásként és visszavont csatárként is bevethető. Bár karrierjét végigkísérik kisebb-nagyobb sérülések, a médiában sokszor „Ausztrália legjobb futball-exportja”-ként emlegetik.
Tagja az ausztrál profi labdarúgók szövetségének.

## Karrierje
Kewell a Smithfield Public School általános iskolába járt, gimnáziumba pedig a St. John's Park High Schoolba, majd a Westfield Sports High Schoolban fejezte be.
A Westfieldben kezdődött labdarúgó-karrierje, ekkor még iskolai és csapat-szinten egyaránt játszott.

### A nagy áttörés
A Marconi Stallons rendkívül sikeres U14-es csapatával több helyen, köztük Thaiföldön, Olaszországban és Angliában is járt. A túra alatt játszott többek között az AC Milan juniorcsapata (Sporting Milano) és több angol csapat ellen is. 15 évesen neki és későbbi válogatottbeli csapattársának, Brett Emertonnak egy négyhetes próbajátékot ajánlott fel az akkor fénykorát élő Leeds United csapata. Bár mindketten sikeresek voltak, a szerződést végül csak Kewell írhatta alá, ugyanis apja Angliában dolgozott, és ez számára is megkönnyítette a beutazást. [forrás?]

### Leeds United
Kewell a Leeds United FC csapatában 1996. március 30-án mutatkozhatott be, egy 1–0-s hazai vereség alkalmával a Middlesbrough FC ellen. Ebben az időben a későbbi sikeres ír zenészt, Nicky Byrne volt a szobatársa. Ugyanebben az évben egyébként bemutatkozhatott a válogatottban is, ám ez a mérkőzés is vereséggel végződött, a végeredmény ezúttal 3–0 lett Chile javára. Első gólját klubcsapatában bő egy évvel később, 1997 októberében szerezte meg, egy ligakupa-mérkőzésen a Stoke ellen.
Az 1999–2000-es UEFA-kupa küzdelmei alatt összetalálkozott későbbi klubjával, a Galatasarayjal is. Ekkor kiállították. Ebben az időszakban leginkább balszélsőt játszott. A szezon végén az Internazionale 25 millió fontos ajánlatot tett érte. Legnagyobb sikere a Leedsszel a Bajnokok Ligájában elért elődöntő volt. A siker letéteményesei ekkor főleg ő és honfitársa, Mark Viduka voltak. A sikerek ellenére a következő szezontól kezdve a csapat anyagi gondokkal kezdett küszködni, ezért el kellett adnia legjobb játékosait. Bár Kewell és Viduka még maradtak egy évet, a Leeds addigra már nagyon meggyengült. Kewell a Leedsnél töltött nyolc év alatt 180 mérkőzésen 45 gólt szerzett. Nem sokkal Liverpoolba szerződése előtt csúnyán összeveszett a Leeds vezetőségével.

### Liverpool FC
Kewell, mielőtt a Liverpool FC-hez szerződött volna, visszautasított több, anyagilag kedvezőbb ajánlatot, az AC Milan, a Chelsea FC, a Manchester United, az Arsenal FC és az FC Barcelona csapataitól. A Liverpoolnál a hetes mezt kapta, amelyet korábban legendás játékosok, Ian Callaghan, Kevin Keegan és Kenny Dalglish viseltek, előtte pedig Vladimír Šmicer viselte. Átigazolása körül nagy viták voltak, ugyanis egyes pletykák szerint ügynöke 5 millió fontot kapott, hogy végül az Anfielden kössön ki. 2005-ben egy másik vitás esete is volt, ekkor Gary Linekerrel perelt rágalmazás miatt.
2005-ben ő lett az első ausztrál születésű játékos (bár Craig Johnston is ausztrál, ő Dél-Afrikában született), akinek sikerült megnyernie a Bajnokok Ligáját. [forrás?] Ezen a mérkőzésen egyébként nagy meglepetésre Dietmar Hamann helyén játszott a védekező középpályás posztján, azonban még az első félidőben megsérült, és le kellett cserélni.
A sérülés után a 2005-06-os szezonra jó formában tért vissza. A Middlesbrough FC elleni 1–0-s győzelem alkalmával az ő gólja döntött, ez volt két év után az első gólja. Később még több fontos gólt is szerzett, többek között a Chelsea FC elleni kupaelődöntőben. Bár játszott a döntőben, itt ismét megsérült, de azt várták, hogy a 2006-os világbajnokságra fel fog épülni.
Bár a világbajnokságon ott volt, klubcsapatában legközelebb 2007. április 30-án léphetett pályára, a tartalékok között. Május 5-én, a Fulham FC ellen már az első csapatba is visszatérhetett. A spekulációk, hogy játszhat-e a soron következő Bajnokok Ligája-döntőben, a Milan ellen, a Premier League utolsó fordulójában, a Charlton ellen halkultak el. Ezen a meccsen gólpasszt adott, majd a 90. percben 11-esből ő is gólt szerzett.
A 2007-08-as szezon kezdetén ismét sérült volt, csak októberben térhetett vissza, a Cardiff elleni ligakupa-találkozó alkalmával. Ebben az évben ismét kisebb-nagyobb sérülések hátráltatták, így jövője a Liverpoolnál bizonytalanná vált. A téli átigazolási időszakban többen kapcsolatba hozták a Fulhammel. Végül nyáron a Liverpool nem hosszabbított szerződést Kewellel.

### Galatasaray SK
2008. július 5-én Kewell kétéves szerződést írt alá a Galatasarayjal. A szerződést illetően a korábbi csapata, a Leeds szurkolói nemtetszésüket fejezték ki, eszerint Kewell olyan csapathoz szerződött, amelynek szurkolói megöltek két Leeds-drukkert.
Első mérkőzése új csapatában a Kayserispor elleni szuperkupa-döntő volt, ahol a 66. percben csereként állt be, és ő szerezte csapata első gólját a 2–1-es győzelemmel végződő találkozón. A második gólnál gólpasszt adott. A második fordulóban megszerezte első bajnoki gólját is. Az ellenfél a Denizlispor volt, a végeredmény 4–1 lett. Első 13 tétmérkőzésén összesen 7 gólt szerzett, négyet a bajnokságban, kettőt az UEFA-kupa küzdelmei alatt.
Október 23-án újabb gólt szerzett az UEFA-kupában, ezúttal az Olimbiakósz ellen. Két héttel később a bajnokságban is betalált, eloszlatva ezzel azokat a kételyeket, melyek szerint sérült lenne. Később mégis megsérült, majd december 15-én meg is operálták.
 Kewell sérüléséig azokat a meccseket, amin gólt szerzett, a Galatasaray mind megnyerte.
Az UEFA-kupában a Bordeaux ellen továbbjutást érő gólt szerzett, ráadásul rendkívül szépet, ugyanis 35 méterről talált a kapuba. A nyolcaddöntőben az ellenfél a Hamburger SV volt. A Hamburg ellen, miután Emre Aşıkot kiállították, 40 percen keresztül védőt kellett játszania. A visszavágón is ugyanebben a pozícióban szerepelt.
A 2009-10-es szezonban Milan Baroš sérülése miatt csatárt játszik, az eddigi 16 bajnokin 9 gólt szerzett.

## A válogatottban
Kewell bemutatkozásakor az addigi legfiatalabb válogatott játékos lett 17 évével és hét hónapjával. Első gólját az Irán elleni vb-selejtezőn szerezte, mintegy százezer néző előtt. A második gólját ugyancsak Irán ellen szerezte, ugyancsak vezetéshez juttatva csapatát. Ám Irán ismét egyenlíteni tudott, és ez azt jelentette, hogy a közel-keleti ország utazhatott a világbajnokságra.

### 2006-os világbajnokság
2005 novemberében a Socceroos 1974 után másodszor ismét kijutott a világbajnokságra. Az utolsó akadály Uruguay válogatottja volt. A dél-amerikai csapat ellen a visszavágón csereként lépett pályára. A meccs utáni tizenegyespárbajban ő lőtte az első büntetőt.
Az első találkozón, Brazília ellen csak csereként lépett pályára, és nem sokkal pályára lépése után kihagyott egy nagy helyzetet Dida hibája után. A második meccsen, a horvátok ellen ő szerezte az egyenlítést jelentő gólt, 2–2-re módosítva az állást. Ez maradt a végeredmény is, és mivel a csapatnak minimum egy döntetlen kellett a továbbjutáshoz, Ausztrália a nyolcaddöntőben folytathatta a küzdelmeket. A horvátok elleni meccsen egyébként Kewellt választották meg a meccs legjobbjának.
Nem sokkal később köszvényre kezdtek el gyanakodni nála. A pontosabb diagnózis után kiderült, ízületi gyulladása van. Így a nyolcaddöntőben már nem játszhatott, ahol az ausztrálok a későbbi világbajnok olasz labdarúgó-válogatottal találkoztak. A mérkőzést Olaszország 1–0-ra nyerte egy vitatott tizenegyessel.

### 2007-es Ázsia-kupa
A  világbajnokság után Kewell egy ideig nem játszott a nemzeti csapatban, a Szingapúr elleni összecsapáson tért vissza. Ez volt az utolsó felkészülési mérkőzés a 2007-es Ázsia-kupa előtt. Ezen a 65. percben csereként állt be, és végül megszerezte nyolcadik válogatottbeli gólját. Az utolsó gól előtt a gólpasszt is ő adta. A végeredmény 3–0-s ausztrál győzelem lett. A torna első fordulójában ismét betalált, ezúttal Thaiföld ellen. A japánok elleni negyeddöntőben ismét csereként jutott szóhoz, ekkor a 61. percben állt be, Mark Viduka helyett. Mivel a végeredmény 1–1 lett, a tizenegyespárbaj következett. Ezt az ausztrálok végül elvesztették, így kiestek.

### 2010-es vb-selejtező
Kewell a 2010-es vb selejtezőin az első két meccsen, Katar és Kína ellen egyaránt nem szerepelt. Irak ellen ő volt a csapatkapitány, és ő szerezte az egyetlen gólt a közel-keleti csapat ellen a 47. percben, egy fejesből. Később újabb gólt szerzett, a Katar elleni 3–1-es győzelem alkalmával ő szerezte az utolsó gólt. Ezzel az ausztrál válogatott kvalifikálta magát elsőként a világbajnokságra.

## Edzőként
Visszavonulását követően edző lett, a negyedosztályú Crawley Town és Notts County csapatait irányította.

## Magánélet
Nős, felesége a brit tévésztár, Sheree Murphy, akivel 2000-ben találkozott. 2003-ban házasodtak össze Las Vegasban, azóta három gyermekük született, egy fiú, Taylor, valamint két lány, Rubi Heather Toni és Matilda.
2008 óta egy ausztrál férfidivat-cég, a Politix reklámarca.
A Galatasaray szurkolói körében nagy népszerűségnek örvend, személyisége, valamint a csapatért tett szolgálatai miatt. Több beceneve is van, mint például a Harry Potter vagy Óz varázslója.
Egy érdekesség, hogy a kiejtésbeli hasonlóság miatt a Daddy Cool című dalba az ő nevét foglalták bele eddigi szinte összes csapatának szurkolói. Ezt a szokást a Leeds szurkolói kezdték el 1999-ben.

## Karrierje statisztikái

### Klubokban
| Klub               | Szezon             | Bajnokság | Bajnokság | Kupa     | Kupa  | Ligakupa | Ligakupa | Európa   | Európa | Összesen | Összesen |
| Klub               | Szezon             | Mérkőzés  | Gólok     | Mérkőzés | Gólok | Mérkőzés | Gólok    | Mérkőzés | Gólok  | Mérkőzés | Gólok    |
| ------------------ | ------------------ | --------- | --------- | -------- | ----- | -------- | -------- | -------- | ------ | -------- | -------- |
| Leeds United       | 1995-96            | 2         | 0         | -        | -     | -        | -        | -        | -      | 2        | 0        |
| Leeds United       | 1996-97            | 1         | 0         | -        | -     | -        | -        | -        | -      | 1        | 0        |
| Leeds United       | 1997-98            | 29        | 5         | 4        | 2     | 2        | 1        | -        | -      | 35       | 8        |
| Leeds United       | 1998-99            | 39        | 6         | 5        | 1     | 2        | 2        | 4        | 0      | 50       | 9        |
| Leeds United       | 1999-00            | 36        | 10        | 3        | 2     | 2        | 0        | 12       | 5      | 53       | 17       |
| Leeds United       | 2000-01            | 17        | 2         | -        | -     | -        | -        | 9        | 0      | 26       | 2        |
| Leeds United       | 2001-02            | 27        | 8         | 0        | 0     | 1        | 1        | 7        | 2      | 35       | 11       |
| Leeds United       | 2002-03            | 31        | 14        | 4        | 1     | 1        | 0        | 5        | 1      | 41       | 16       |
| Leeds United       | Összesen           | 182       | 45        | 16       | 6     | 8        | 4        | 37       | 8      | 243      | 63       |
| Liverpool          | 2003-04            | 36        | 7         | 3        | 0     | 2        | 1        | 8        | 3      | 49       | 11       |
| Liverpool          | 2004-05            | 18        | 1         | 0        | 0     | 1        | 0        | 12       | 0      | 31       | 1        |
| Liverpool          | 2005-06            | 27        | 3         | 6        | 0     | 1        | 0        | 6        | 0      | 40       | 3        |
| Liverpool          | 2006-07            | 2         | 1         | 0        | 0     | 0        | 0        | 1        | 0      | 3        | 1        |
| Liverpool          | 2007-08            | 10        | 0         | 1        | 0     | 1        | 0        | 3        | 0      | 15       | 0        |
| Liverpool          | Összesen           | 93        | 12        | 10       | 0     | 5        | 1        | 30       | 3      | 138      | 16       |
| Galatasaray        | 2008-09            | 26        | 8         | 1        | 0     | 1        | 1        | 9        | 4      | 37       | 13       |
| Galatasaray        | 2009-10            | 16        | 9         | 1        | 1     | 0        | 0        | 9        | 4      | 26       | 14       |
| Galatasaray        | Összesen           | 42        | 17        | 2        | 1     | 1        | 1        | 18       | 8      | 63       | 27       |
| Karrierje összesen | Karrierje összesen | 316       | 74        | 28       | 7     | 14       | 6        | 85       | 19     | 444      | 106      |

### Válogatott góljai
| #   | Időpont             | Helyszín  | Ellenfél         | Eredmény | Végeredmény | Esemény                     |
| --- | ------------------- | --------- | ---------------- | -------- | ----------- | --------------------------- |
| 1.  | 1997. november 22.  | Teherán   | Irán             | 1–1      | döntetlen   | 1998-as vb-selejtező        |
| 2.  | 1997. november 29.  | Melbourne | Irán             | 2–2      | döntetlen   | 1998-as vb-selejtező        |
| 3.  | 1997. december 19.  | Rijád     | Uruguay          | 1–0      | győzelem    | 1997-es konföderációs kupa  |
| 4.  | 2003. február 12.   | London    | Anglia           | 3–1      | győzelem    | barátságos                  |
| 5.  | 2003. szeptember 7. | Reading   | Jamaica          | 2–1      | győzelem    | barátságos                  |
| 6.  | 2004. október 12.   | Sydney    | Salamon-szigetek | 6–0      | győzelem    | 2004-es OFC-nemzetek kupája |
| 7.  | 2006. június 22.    | Stuttgart | Horvátország     | 2–2      | döntetlen   | 2006-os vb                  |
| 8.  | 2007. június 30.    | Szingapúr | Szingapúr        | 3–0      | győzelem    | barátságos                  |
| 9.  | 2007. július 16.    | Bangkok   | Thaiföld         | 4–0      | győzelem    | 2007-es Ázsia-kupa          |
| 10. | 2008. június 1.     | Brisbane  | Irak             | 1–0      | győzelem    | 2010-es vb-selejtező        |
| 11. | 2008. június 15.    | Doha      | Katar            | 3–1      | győzelem    | 2010-es vb-selejtező        |
| 12. | 2008. szeptember 6. | Eindhoven | Hollandia        | 2–1      | győzelem    | barátságos                  |
| 13. | 2009. április 1.    | Sydney    | Üzbegisztán      | 2–0      | győzelem    | 2010-es vb-selejtező        |
| 14. | 2011. január 11.    | Doha      | India            | 4–0      | győzelem    | 2011-es Ázsia-kupa          |
| 15. | 2011. január 22.    | Doha      | Irán             | 1–0      | győzelem    | 2011-es Ázsia-kupa          |
| 16. | 2011. január 25.    | Doha      | Üzbegisztán      | 6–0      | győzelem    | 2011-es Ázsia-kupa          |

## Sikerei, díjai

### Leeds United
- FA Ifjúsági Kupa győztes: 1996–97
- Az év fiatal játékosa Angliában: 2000
- Bajnokok Ligája elődöntős: 2000–01

### Liverpool
- Bajnokok Ligája-győztes: 2004–05
- FA-kupa-győztes: 2005–06
- Klubvilágbajnokság-döntős: 2005
- Ligakupa-döntős: 2004–05
- Bajnokok Ligája-döntős: 2006–07

### Ausztrália
- Konföderációs Kupa döntős: 1997
- Az év óceániai labdarúgója: 1999, 2001, 2003